# پروفسور دیوانه ۲
پروفسور دیوانه ۲ (انگلیسی: Nutty Professor II: The Klumps) فیلمی به کارگردانی پیتر سگال، تهیه‌کنندگی برایان گریزر و بازی ادی مورفی محصول سال ۲۰۰۰ میلادی است.